# 夢みるこども基金
夢みるこども基金（ゆめみるこどもききん）は福岡市を中心に活動する慈善団体。理事にアグネス・チャンがいる。こども達の夢をかなえることを目的にさまざまな活動を展開している。
理事には前記のアグネス・チャンの他、歯科医師会、報道関係会社、日本通運の役員が就いている。

## 活動
- こどもたちの夢実現と福祉活動

1. 夢みるこどもキャンペーン(作文・絵コンクール,こども会議,夢のイベント)運営
2. 盲導犬の贈呈

- 環境保護活動

1. 環境こども新聞『ECOko』発行
2. ソメイヨシノの植樹(福岡市東区緑ヶ丘　青葉公園)
3. 『夢みるこども基金の森(佐賀市三瀬村脊振山系国有林約5.6ヘクタールを林野庁より借受)』整備

- 海外支援活動

1. 夢みるこども基金学校(バングラデュ)開設,運営
2. 福岡・ネパール児童教育振興会への補助金贈呈,支援

- 海外医療支援活動

1. ネパール歯科医療協会への補助金贈呈,支援

## 役員
理事長
- 八尋晋策 - 元読売新聞西部本社論説委員・経済部長

常任理事
- 江口伸幸 - 公益財団法人新聞通信調査会理事、元時事通信社常務取締役総務局長
- 中島和男 - 西南学院大学国際文化学部長
- 古市悟 - 元スポーツ報知西部本社取締役編集部長
- 古川洋 - (株)福岡放送専務取締役
- 八尋晋策 - (前記)

理事
- アグネス・チャン - 歌手、エッセイスト、教育学博士
- 植木とみ子 - NPO法人日本幼児教育振興會理事、元福岡市教育長
- 岡部憲和 - 夢みるこども基金OB・OG会代表、九州大学21世紀プログラム学部2年
- 長尾怜美 - 夢みるこども基金OB・OG会会長(第1回イベント参加)、九州歯科大学口腔機能発達分野大学院2年次生
- 中原淳一 - JR東海・次長、春日部高校評議員・同PTA副会長
- 藤芳素生 - NPO法人日本水フォーラム監事、元国土交通省近畿地方整備局長
- 森山日出夫 - 九州大学名誉教授、福岡国際大学国際交流推進企画室長
- 山田英夫 - 元日本通運(株)副社長
- 山中崇照 - 夢みるこども基金OB･OG会代表(第2回イベント参加)、会社員
- 横島庄治 - NPO法人環境システム研究会理事長 元NHK解説委員

監事
- 木村友則 - 木村友則税理士事務所所長
- 山田幸正 - 元日本通運(株)常務取締役

顧問弁護士
- 森竹彦 - 森法律事務所所長、元日本弁護士連合会副会長

顧問税理士
- 吉田雅俊 - 吉田雅俊税務会計事務所所長、学校法人西南学院監事

顧問
- 田中儀夫 - 元読売新聞西部本社福岡総局長

事務局長
- 古市悟 - (前記)